# ALM Évreux Basket
El ALM Évreux Basket es un equipo de baloncesto francés con sede en la ciudad de Évreux, que compite en la Pro B, la segunda competición de su país. Disputa sus partidos en la Centre Omnisports - Salle Jean Fourre, con capacidad para 2.262 espectadores.

## Posiciones en liga
| Temporada | Nivel | Liga  | Pos. | Copa de Francia  | Competiciones europeas | Competiciones europeas | Competiciones europeas |
| --------- | ----- | ----- | ---- | ---------------- | ---------------------- | ---------------------- | ---------------------- |
| 2011–12   | 2     | Pro B | 8º   | Octavos de final |                        |                        |                        |
| 2012–13   | 2     | Pro B | 3º   | Cuartos de final |                        |                        |                        |
| 2013–14   | 2     | Pro B | 6º   | Cuartos de final |                        |                        |                        |
| 2014–15   | 2     | Pro B | 10º  | Dieciseisavos    |                        |                        |                        |
| 2015–16   | 2     | Pro B | 3º   | Dieciseisavos    |                        |                        |                        |
| 2016–17   | 2     | Pro B | 6º   | Ronda de 32      |                        |                        |                        |
| 2017–18   | 2     | Pro B | 9º   | Dieciseisavos    |                        |                        |                        |
| 2018–19   | 2     | Pro B | 12º  | Ronda de 32      |                        |                        |                        |
| 2019–20*  | 2     | Pro B | 15º  | Ronda de 64      |                        |                        |                        |
| 2020–21   | 2     | Pro B | 12º  | Ronda de 128     |                        |                        |                        |
| 2021–22   | 2     | Pro B | 5º   | Ronda de 32      |                        |                        |                        |
| 2022–23   | 2     | Pro B | 10º  | Ronda de 128     |                        |                        |                        |

*La temporada fue cancelada debido a la pandemia del coronavirus.

## Palmarés

### Liga
- Pro B

-   - Subcampeones (1): 2005
  - Subcampeones Play-Offs (1): 2016

### Copa
- Leaders Cup Pro B

-   -  Campeones (1): 2022

## Entrenadores
| - 1987-1988 : Didier Salvat - 1988-1989 : Patrick Stainier - 1989-1992 : / Allen Bunting - 1992-1993 : Jean Malassigné - 1993-1995 : Michel Veyronnet - 1995-1998 : Benoist Burguet - 1998-2000 : Éric Fleury - 2000-2001 : Jean-Paul Rebatet - 2001 : Valery Demory - 2001-2002 : Olivier Veyrat |  | - 2002-2004 : Chris Singleton - 2004 : Bruno Chatiron - 2004-2007 : Pascal Thibaud - 2007-2015 : Rémy Valin - 2015-2016 : Laurent Pluvy - 2016-2017 : Laurent Sciarra - 2017-2020 : Fabrice Lefrançois - 2020-2024 : / Nedeljko Ašćerić - 2024- : Marc Namura |

## Jugadores destacados
| - Bob Menama (2006) - Adin Vrabac (2023-2024) - Paolo Marinelli (2021-2023) - Jadranko Smojver (2001-2002) - Andrej Zelenbaba (2002-2003) - Radoslav Rančík (2004-2005) - Manny Atkins (2019) - James Banks (1995-1998) - David Booth (1992-1993) - Bruce Bowen (1994-1995) - Jerrold Brooks (2018, 2019-2020) - Troy Brown (1998-1999) - Joe Burton (2015-2016, 2023-2024) - Bobby Cattage (1988-1989) - Greg Cavener (1992-1993) - Glenn Cosey (2014-2015) - Schea Cotton (2002) - Corey Crowder (1998-1999) - Daviin Davis (2010-2011) - Joe Dawson (1988-1989) - Michael Doles (2009-2010) - Taron Downey (2007-2008) - Colin Ducharme (2003-2004) - Danny Evans (1988) - Anthony Frederick (1998) - Kiwane Garris (2001) - Samme Givens (2013-2014) - Anthony Glover (2005-2006) - Joshua Gomes (2009-2010) |  | - Mike Hackett (1991-1992) - Corin Henry (2016-2017) - Chris Hill (2005-2006) - Samuel Hines (1998) - Antwan Hoard (2000-2001) - Stephen Howard (2001) - Marquis Jackson (2021-2022) - Mark Karcher (2004-2005) - Lamar Karim (2008-2009) - Chris Kelly (1987-1988) - Damien Kinloch (2004-2005) - Darius Lane (2006) - Bobby Lazor (1999-2000) - Rashard Lee (2001-2002) - Gary Lumpkin (2001) - Paul Marigney (2006) - Sean Mason (2001) - James Mathis (2007-2010, 2014-2015) - Lance Miller (1999) - Andrew Mitchell (2006) - Dyron Nix (1990-1991) - Brandon Peterson (2015) - Rashad Phillips (2003-2004) - Eric Poole (2001) - Quan Prowell (2011) - Hubert Register (2002) - Rolan Roberts (2006-2007) - Jason Rowe (2001-2002) - Austen Rowland (2011-2012) - Mark Sanford (1999-2000) - Antwan Scott (2018-2019) |  | - James Scott (2000) - Earnest Shelton (2008-2009) - Jeffrey Stern (1992-1993) - Barry Sumpter (1989-1990) - Ronnie Thompkins (1991) - Austin Tilghman (2020-2021) - Linton Townes (1989-1991) - B.A. Walker (2013-2014, 2015-2016) - Caleb Walker (2016-2018) - Calvin Watson (2010-2011) - Jon Wheeler (1987-1988) - Claude Williams (1994-1998) - Dennis Williams (1991) - Roderick Wilmont (2011-2012) - Voise Winters (1987-1988) - Jeremiah Wood (2011-2013, 2024) - Keith Wright (2022-2023) - Horace Wyatt (1990) - Michael Zeno (1987-1988) - Thierry Becchetti (1990-1991, 1992-1994) - Christophe Bourse (1989-1992) - Bruno Coqueran (1999-2000, 2002) - Isaia Cordinier (2014-2015) - Rémi Dibo (2016-2017) - David Frigout (1990-1993, 1995-1998) - Stéphane Gazzetta (1988-1990) - Joseph Gomis (1994-1995, 1996-2001) - Steeve Ho You Fat (2011-2013, 2017-2019) - Sébastien Jasaron (2003-2004) - Khari Jaxon (1998) |  | - Lahaou Konaté (2011-2015) - Yvon Leo (1988-1990) - David Lesmond (1991-1993, 1998-2000) - Killian Malwaya (2023-2024) - Éric Micoud (2006-2009) - Frédéric N'Kembe (2002) - Hugues Occansey (2001) - Romain Parmentelot (2023-2024) - Fabien Paschal (2018, 2019-2022) - Emmanuel Raynaud (1990-1992) - Paul Rigot (2019-2020, 2023-) - Laurent Sénéchal (1995-1998) - Emmanuel Schmitt (1992-1994) - Benoît Toffin (1995-1998, 2005-2006, 2009-2011) - Luc-Arthur Vebobe (2008-2009) - Patrick Zamour (1991-1996) - Klemensas Patiejunas (2004-2005) - Torgeir Bryn (1993-1994) - Yamar Diene (2005-2006) - Đorđe Milošević (2021-2022) - / Yassin Joseph (2023-2024) - / Jean-Marc Kraidy (1994-1998, 2002) - / Daren Queenan (1991-1992) - / Bubu Palo (2022-2023) - / Yunio Barrueta (2020-2021) - / Kenny Atkinson (2002) - / Shaun Fein (2002-2003) - / DeRon Hayes (1993, 2008) - / Eric Joldersma (2003-2004) - / Larry Lawrence (1993-1994) - / Dwayne Perry (2001-2002) - / Nicholas Pope (2008-2009) |  | - / Steve Severs (1987-1988) - / Troy Truvillion (2000) - / Christopher Bracey (2005-2006) - / Jamie Arnold (2000-2001) - / Drake Reed (2010-2011, 2012-2013, 2015-2016, 2018-2019) - / Michael Hicks (2006-2007) - / Jason Siemon (2004) - / Christian Lutete (2022-2023) - / Clevin Hannah (2012-2013) - / Dayon Ninkovic (2001) - / Jean-Philippe Dally (2020-2021) - / Sambou Traoré (2010) - / Frank Booker (2018-2019) - / Olu Ashaolu (2013-2014) - / Philippe da Silva (2008-2011) - / Ruphin Kayembe (2017-2020) - / Charles Kahudi (2006-2008) - / Cheikhou Thioune (2006-2007) - / Jhornan Zamora (2019-2021) |